# Club Social y Deportivo Quesos Kümey
Club Social y Deportivo Quesos Kümey är en fotbollsklubb från Purranque, en kommun i staden Rio Negro i Chile. Klubben grundades 19 maj 2009.

## Historia
Klubben vann 2011 amatörmästerskapen i regionen Los Lagos vilket gav klubben en plats i Copa Chile 2011. Som amatörmästare fick lagen gå in i den andra omgången av turneringen. Klubben blev den enda amatörklubben att avancera vidare till den tredje omgången av turneringen efter att ha slagit ut Provincial Osorno efter 3–3 totalt och en vinst med 5–3 på straffar.
I den tredje omgången spelades ett seriespel med totalt sex matcher mot tre lag. De tre lagen Quesos Kumey lottades att möta var Puerto Montt, Unión Temuco och Universidad de Concepción.